# 쌘뽈여자중학교
쌘뽈여자중학교(쌘뽈女子中學校)는 대한민국 충청남도 논산시 부창동에 있는 사립 중학교이다.

## 학교 연혁
- 1961년 12월 19일 : 해성여자중학교 6학급 설립인가
- 1961년 12월 19일 : 재단 이사장 노기남 주교 부임
- 1962년 3월 10일 : 개교, 초대 교장 박상일 수녀 부임
- 1962년 3월 22일 : 쌘뽈여자중학교 교명 변경
- 1962년 4월 25일 : 대지학원 설립인가, 이사장 오기선 신부 부임
- 1975년 11월 18일 : 18학급 인가
- 2017년 1월 5일 : 제5대 이사장 김종수 주교 부임
- 2021년 3월 1일 : 제12대 교장 조미영 수녀 부임
- 2024년 2월 2일 : 제60회 122명 졸업식(누계 12,196명)

## 참고 자료
- 쌘뽈여자중학교 - 한국교육학술정보원 학교알리미